# József Nagy (1892–1963)
József Nagy (ur. 15 października 1892 w Budapeszcie, zm. 1963) – austro-węgierski piłkarz i trener piłkarski. Trenował szwedzką reprezentację (m.in. podczas Mistrzostw Świata 1934 i 1938) oraz szwedzkie kluby, a następnie włoskie.